# Chelonus insularis
Chelonus insularis är en stekelart som beskrevs av Cresson 1865. Chelonus insularis ingår i släktet Chelonus och familjen bracksteklar. Inga underarter finns listade i Catalogue of Life.